# Kotiteollisuus
Kotiteollisuus és un grup finlandès de hard rock/metal format l'any 1991 a la ciutat de Lappeenranta.
El grup va realitzar la primera maqueta l'any 1993 sota el nom "Hullu ukko ja kotiteollisuus". L'actual nom "Kotiteollisuus" i els membres del grup van ser establerts l'any 1997.
Kotiteollisuus és un dels grups de metal més populars de Finlàndia, han aconseguit un àlbum de platí i diversos àlbums d'or per vendes aconseguides, també van guanyar en dues ocasions (l'any 2003 i 2005) el premi Emma com a millor àlbum de metal (Helvetistä itään) i millor DVD (Neljän tunnin urakka) respectivament.
El grup va treure el seu vuitè àlbum, Iankaikkinen, el 8 de novembre de 2006.
Tuomas Holopainen, membre del famós grup finès de metal simfònic Nightwish, ha tocat el teclat en els tres últims àlbums de la banda així com en diversos concerts en viu, sempre que no ha estat ocupat amb altres projectes, principalment amb Nightwish.

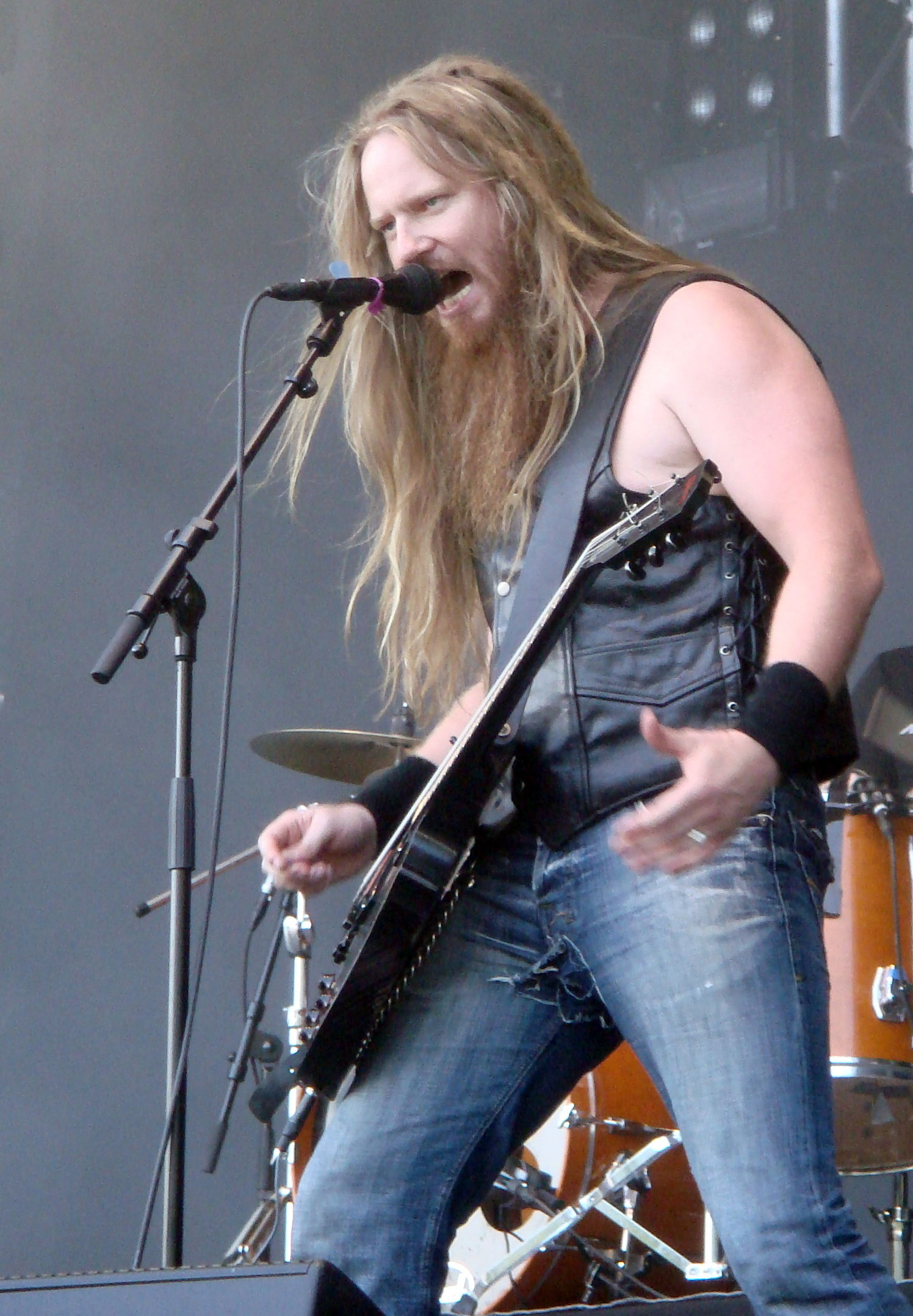
Jouni Hynynen, vocalista i guitarrista de Kotiteollisuus a l'escenari en el Sauna Open Air Metal Festival al juny de 2007

## Membres (1997-)
- Jouni Hynynen (guitarra, vocalista)
- Jari Sinkkonen (bateria)
- Janne Hongisto (baix)

## Membres anteriors
- Aki Virtanen (guitarra)
- Simo Jäkälä (vocalista)
- Tomi Sivenius (guitarra, vocalista)
- Marko Annala (guitarra)

## Discografia

### Àlbums
- Hullu ukko ja kotiteollisuus (1996)
- Aamen (1998)
- Eevan perintö (1999)
- Tomusta ja tuhkasta (2000)
- Kuolleen kukan nimi (2002)
- Helvetistä itään (2003)
- 7 (2005)
- Iänkaikkinen (2006)
- Sotakoira (2008)
- Ukonhauta (2009)
- Kotiteollisuus (2011)
- Sotakoira II (2012)
- Maailmanloppu (2013)
- Kruunu / Klaava (2015)
- Vieraan vallan aurinko (2016)
- Valtatie 666 (2018)
- Jumalattomat (2021)

### Singles
- Noitavasara (promo) (1996)
- Kuulohavaintoja (1997)
- Routa ei lopu (1998)
- Juoksu (1998)
- Eevan perintö (1999)
- Jos sanon (2000)
- Kädessäni (2001) (2000)
- Yksinpuhelu (2001)
- Rakastaa/ei rakasta (2002)
- Vuonna yksi ja kaksi (2002)
- ±0 (2002)
- Routa ei lopu (on ilmoja pidelly) (2003)
- Helvetistä itään (2003)
- Minä olen (2003)
- Tämän taivaan alla (2004)
- Kultalusikka (2004)
- Vieraan sanomaa (2005)
- Kaihola (2005)
- Arkunnaula (2006)
- Vapaus johtaa kansaa (2006)
- Tuonelan koivut (2007)
- Kummitusjuna (2007)
- Sotakoira (2008)
- Kuollut Kävelee (2009)
- Kusipää (2018)
- Järjen ääni (2018)
- Herttarouva (2021)

### DVDs
- Neljän tunnin urakka (2005)
- Tuuliajolla 2006 (2006)
- Itärintama ('Eastern Front') (2010)